# Sliabh na Caillí
Sliabh na Caillí (en anglès Slieve na Calliagh) és un turó de 276 metres, situat al comtat de Meath, a la República d'Irlanda.

## Geografia
El turó forma part de les Longford Hills. És el punt més alt del comtat de Meath i de les Longford Hills.
Al el seu cim hi ha un important sepulcre megalític.